# Кайшядориський район
Кайшядориський район (лит. Kaišiadorių rajono savivaldybė) — муніципалітет районного рівня у центрі Литви, що знаходиться у Каунаському повіті. Адміністративний центр — місто Кайшядорис.

## Адміністративний поділ та населені пункти
Район включає 11 староств:

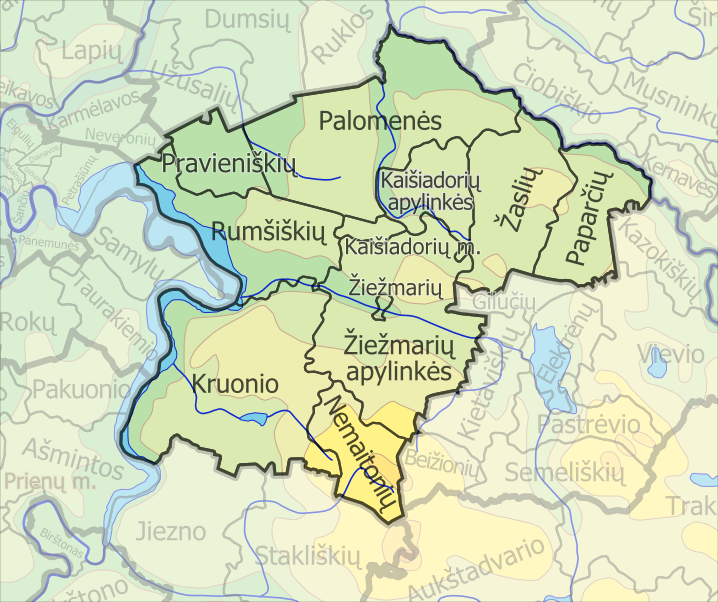
Староства Кайшядориського району

- Кайшядориське (лит. Kaišiadorių apylinkės seniūnija) (Кайшядорис)
- Кайшядориське міське (лит. Kaišiadorių miesto seniūnija) (Кайшядорис)
- Круоніське (лит. Kruonio seniūnija) (Круоніс)
- Немайтоняйське (лит. Nemaitonių seniūnija) (Варкалес)
- Паломенеське (лит. Palomenės seniūnija) (Паломене)
- Папарцяйське (лит. Paparčių seniūnija) (Папарцяй)
- Правенішкеське (лит. Pravieniškių seniūnija) (Правенішкес II)
- Румшишкеське (лит. Rumšiškių seniūnija) (Румшишкес)
- Жасляйське (лит. Žaslių seniūnija) (Жасляй)
- Жежмаряйське (лит. Žiežmarių seniūnija) (Жежмаряй)
- Жежмаряйське районне (лит. Žiežmarių apylinkės seniūnija) (Жежмаряй)

Район включає 2 міста — Кайшядорис та Жежмаряй; 3 містечка — Круоніс, Румшишкес та Жасляй; 401 село.
Чисельність населення найбільших поселень (2001):
- Кайшядорис — 10 002
- Жежмаряй — 3 884
- Правенішкес II — 2 672
- Румшишкес — 1 833
- Гудена — 1 664
- Жасляй — 818
- Стасюнай — 812
- Круоніс — 726
- Довайноніс — 695
- Правенішкес — 562

## Населення
Згідно з переписом 2011 року у районі мешкало 34540 осіб.
Етнічний склад:
- Литовці — 94,78 % (32 021 осіб);
- Росіяни — 2,59 % (876 осіб);
- Поляки — 1,04 % (351 осіб);
- Українці — 0,23 % (79 осіб);
- Білоруси — 0,23 % (78 осіб);
- Інші — 1.13 % (381 осіб).

## Відомі люди

### В районі народилися
- Абросимова Світлана Вікторівна (1953—2011) — український історик, краєзнавець, заслужений працівник культури України, лауреат премії імені Дмитра Яворницького Національної спілки краєзнавців України.